# Factor de crecimiento óseo
Un factor de crecimiento óseo es un factor de crecimiento que estimula el crecimiento del tejido óseo. En ciertos estudios, se observó que la adición de factores de crecimiento óseo mejoraba los tratamientos de la osteoporosis, así como la curación del tendón al hueso.
Los factores de crecimiento óseos conocidos incluyen factor de crecimiento similar a la insulina-1 (IGF-1), factor de crecimiento similar a la insulina-2 (IGF-2), factor de crecimiento transformante beta (TGF-β), factores de crecimiento de fibroblastos (FGF), plaquetas factor de crecimiento derivado (PDGF), péptido relacionado con la hormona paratiroidea (PTHrP), proteínas morfogenéticas óseas (BMP) y ciertos miembros del grupo de proteínas del factor de diferenciación del crecimiento (GDF).
Las principales hormonas que influyen en el crecimiento y la morfología ósea incluyen la hormona del crecimiento (GH en inglés)  (que actúa principalmente mediante la inducción de la producción de IGF-1), andrógenos como la testosterona y la dihidrotestosterona, y estrógenos como el estradiol.

La sinergia entre GH/IGF-1 son responsables de aumentar el tamaño corporal general, el tamaño del hueso longitudinal y la estatura, especialmente durante la pubertad. Los estrógenos hacen que las caderas se ensanchen y se redondeen durante la pubertad en las mujeres, y los andrógenos hacen que los hombros se ensanchen en los hombres. Los estrógenos median el cierre epifisario tanto en hombres como en mujeres. Otras hormonas implicadas en el control del crecimiento óseo incluyen la hormona tiroidea, la hormona paratiroidea, calcitonina, glucocorticoides como el cortisol y la vitamina D (calcitriol). 
Los factores de crecimiento de fibroblastos (FGF) son péptidos que existen en dos formas diferentes, una ácida y otra básica, que tienen entre ellas un 55% de homología. Estos factores no son proteínas secretadas al medio ambiente, ya que carecen de un péptido señal, lo que significa que solo se liberan al extracelular cuando se reorganiza la membrana celular. El factor de crecimiento transformante beta (TGF-β) es un regulador fisiológico de la diferenciación de los osteoblastos y actúa como un componente central en el acoplamiento de la formación ósea y su reabsorción durante la remodelación ósea.
Los factores de crecimiento de fibroblastos (FGF) y el factor de crecimiento transformante beta (TGF-β) se han estimulado con éxito mediante la terapia de ondas de choque extracorpóreas (ESWT). Se demostró que los fibroblastos y osteoblastos humanos son capaces de producir factores de crecimiento óseo después de la estimulación.  Este método fue investigado como una solución para la seudoartrosis en cirugía ortopédica. 
Los factores de crecimiento derivados de plaquetas (PDGF) son polipéptidos que se encuentran en varios tejidos, incluido el hueso, donde originalmente se postuló que podría actuar como un regulador autólogo de la remodelación ósea. Esta proteína se ha aislado inicialmente en plaquetas humanas y está compuesta por dos cadenas polipeptídicas A y B diferentes. La combinación de estos polipéptidos forma las cadenas homodiméricas (AA) o (BB) o heterodiméricas (AB) de PDGF.
- Osteopromotiva
- Neurotropina
- Factor de crecimiento hematopoyético
- Factor de crecimiento de células T

Las proteínas morfogénicas óseas (BMP) son proteínas que están hechas de polipéptidos ácidos.  Las BMP promueven la regeneración del tejido óseo y el cartílago. La proteína morfogénica ósea 2 (BMP-2) trabaja junto con los factores de crecimiento endotelial vascular (VEGF-165) en una cascada compleja de vías de señalización para inducir la regeneración del tejido óseo. Los VEGF funcionan como factores angiogénicos,  mientras que las BMP funcionan como factores osteogénicos.  La combinación dual de estos factores puede inducir un sistema de vascularización en los huesos, que puede ayudar en la reparación y regeneración ósea. 
Factor de crecimiento óseo sobre el posible tratamiento de la osteoporosis
La osteoporosis es una enfermedad ósea en la que la masa ósea es menor que el promedio y puede aumentar las fracturas. Algunas de las causas que llevan a la osteoporosis son la edad y la disminución de la cantidad de estrógeno, razón por la cual ocurre principalmente en mujeres mayores (sin embargo, también puede afectar a los hombres).
Durante un estudio reciente realizado en el Children's Medical Center Research Institute en UT Southwestern, el factor de crecimiento óseo osteolectina (Clec11a) también ha mostrado propiedades regenerativas. Se extrajeron los ovarios de los ratones para simular la osteoporosis de mujeres posmenopáusicas. Los resultados se basaron en inyecciones diarias de osteolectina para determinar los efectos. Esta investigación mostró un aumento en el volumen óseo de ratones con pérdida ósea después de la extirpación de los ovarios.
Para ayudar a las personas con osteoporosis se usan medicamentos junto con el tratamiento de las fracturas óseas. La Clec11a es una glicoproteína que expresa la médula ósea.

## Tratamientos de tendones que utilizan factor de crecimiento óseo
Varios estudios han demostrado una correlación entre la administración de factores de crecimiento óseo y la mejora de la cicatrización tendón-hueso. El foco de estos estudios se centró principalmente en el ligamento cruzado anterior (LCA) ubicado en la rodilla, debido al alto volumen de incidencias de lesiones sufridas por los deportistas. La Universidad de Dammam, Hospital King Fahd en Arabia Saudita pudo demostrar que la adición de factor de crecimiento óseo SHMSP vía polvo facilitó el proceso de curación del injerto de tendón en conejos. La comparación de este grupo de prueba SHMSP con el grupo de control ilustró un mayor nivel de formación y organización dentro de la rodilla. 
El Hospital for Special Surgery de Nueva York llevó a cabo un estudio similar, en el que se implantó una esponja de colágeno que contenía proteína ósea en el ligamento cruzado anterior de conejos. En este caso, la proteína ósea aislada de fémures bovinos contenía varias proteínas morfogenéticas óseas, que forman parte de un importante sistema de señalización que ayuda en la estructura de los huesos. Al igual que con la aplicación de SHMSP, se observó que la inclusión de proteína ósea en la esponja de colágeno mejoraba el proceso de curación, en comparación con los grupos de control con la esponja sola o sin esponja. 
En un estudio separado también implementado por el Hospital for Special Surgery y la Universidad de California, el tratamiento del ligamento cruzado anterior utilizó la proteína morfogénica de hueso humano recombinante rhBMP-2 en dos fases. En la fase uno, las dosis de nogina, una proteína reguladora, así como de rhBMP-2 se calibraron adecuadamente, y en la fase dos estas proteínas transportadas en una matriz sintética de fosfato cálcico (CPM) se inyectaron luego en la región ACL. Los resultados de este procedimiento también demostraron una mejora en la formación de fibras de colágeno entre el tendón y el hueso.  Se observó que los tres tratamientos mejoraron la eficacia de la curación del tendón al hueso a través de los diferentes factores de crecimiento óseo: SHMSP, proteína ósea y rhBMP-2.